# Holthuserheide
Holthuserheide is een dorp in het Duitse deel van het Reiderland. Het maakt deel uit van de gemeente Weener.
Holthuserheide ligt ten westen van Holthusen.